# Ergotamina
L'ergotamina és un  ergopèptid que forma part de la família dels alcaloides presents en els Claviceps purpurea del sègol, un fong superior que prolifera a les gramínies salvatges. Va ser sintetitzada per primera vegada per Arthur Stoll durant els seus treballs en els laboratoris Sandoz en 1918.
És una substància natural amb activitat biològica que s'identifica segons la nomenclatura química  CAS amb el codi 113-15-5 i la fórmula IUPAC és (6aR, 9R) -7 -metil-4, 6,6 a, 7,8,9 - hexahidroindolo [4,3-fg] quinolina-9-àcid metanoic ((2R, 5S, 10es, 10bS)-5-benzil-10b-hidroxi-2- metil-3,6-dioxooctahidrooxazolo [3,2-a] pirrol [2,1-c] piracin-2-il) amida.
La seva massa molecular és de 581,66 g/mol.
La seva estructura molecular, estructural i bioquímicament molt afí a la de l'ergolina, és similar a la d'alguns neurotransmissors del  cerebrals pel que té efectes a nivell del sistema nerviós central de l'ésser humà, la seva activitat  biològica principal és com vasoconstrictora, encara que a dosis prou altes presenta activitat al·lucinògena i la gran dosi resulta letal. L'ergotamina i alguns dels seus derivats semisintètics (especialment la dihidroergotamina) són especialment actius com vasoconstrictors de les artèries, per la qual cosa s'empren per al tractament de la hipotensió arterial i també en la prevenció de la crisi de la migranya o per disminuir el risc d'hemorràgia després del part. Alguns dels seus derivats més coneguts són l'LSD o dietilamida de l'àcid lisèrgic, amb menor capacitat vasoconstrictora però molta més activitat psicodèlica i la bromocriptina, emprada en medicina com agonista dopaminèrgic en el tractament d'algunes malalties hipofisiàries.

## Derivats de l'ergotamina
| Nom           | R2 | R2'      | R5'         |
| ------------- | -- | -------- | ----------- |
| Ergotamina    |    | CH₃      | bencil      |
| Ergocristina  |    | CH(CH₃)₂ | bencil      |
| Ergocornina   |    | CH(CH₃)₂ | CH(CH₃)₂    |
| Ergocriptina  |    | CH(CH₃)₂ | CH₂CH(CH₃)₂ |
| Bromocriptina | Br | CH(CH₃)₂ | CH₂CH(CH₃)₂ |
| Ergovalina    |    | CH₃      | CH(CH₃)₂    |

## Mecanisme d'acció
El mecanisme d'acció de l'ergotamina és complex. La molècula comparteix similitud amb neurotransmissors com la serotonina la dopamina, i l'adrenalina; d'aquesta manera es pot lligar a diversos receptors actuant com agonista i  antagonista en diferents circuits neuronals. Els efectes anti-migranyes es deuen a la vasoconstricció de les artèries que envolten el cervell mitjançant la unió al receptor 5-HT1B present en elles, i per inhibició de la capacitat de transmissió nerviosa del  V parell (o nervi trigemin) encarregat de transmetre els senyals dolorosos procedents del  cavitat cranial, gràcies als receptors 5-HT1D. L'ergotamina també té efectes sobre els receptors de la dopamina i la noradrenalina. La seva acció sobre el receptor D₂ de dopamina i el receptor 5-HT1A poden provocar efectes indesitjables.

## Indicacions i contraindicacions
La indicació mèdica principal està en crisis de migranya resistents als analgèsics habituals. Es reserva per als casos més greus i és més eficaç (la seva dosi efectiva és menor) com més precoç sigui la seva administració. El seu ús en migranyes amb aura és discutit i en general se sol desaconsellar.
El seu potencial vasoconstrictor desaconsella el seu ús en pacients amb algun factor de risc cardiovascular: la vasoconstricció de les artèries coronàries pot desencadenar un esdeveniment cardiovascular agut (angina, infart).
Pot provocar alguns efectes secundaris indesitjables, com nàusees, vòmits, dolor abdominal, parestèsies, rampes, etc. El seu ús continuat pot provocar una síndrome de dependència física.